# Pori
Pori este o comună din Finlanda.

## Personalități născute aici
- Juha Suominen (1953-2020), cântăreț